# Pósaszentkatalin
Pósaszentkatalin (1899-ig: Szent-Katalin, németül: Sankt Kathrein im Burgenland, horvátul: Katalena) Németlövő-Csejke településrésze, egykor önálló község Ausztriában, Burgenland tartományban, a Felsőőri járásban.

## Fekvése
Felsőőrtől 26 km-re délkeletre a Rodlingbach mellett fekszik.

## Története
Pósaszentkatalint  1378-ban említik először  „Posafalva” alakban. 1481-ben „Zenthkatherina”, 1496-ban „Posafalva alias Zenthkatherynazzon” alakban említik. Nevét Alexandriai Szent Katalin tiszteletére szentelt templomáról kapta. A középkorban a Németújvári grófok birtoka volt. 1391-ben a Sárói család németújvári uradalmának része lett, majd a 15. században a sváb származású Ellerbachoké, akik a monyorókeréki uradalmukhoz csatolták. Erdődy Bakócz Tamás érsek és kancellár  1499-ben, Ellerbach János halála után lett a falu birtokosa. 1517-ben unokaöccse Erdődy Péter lett a birtokos. 1529-ben és 1532-ben elpusztította a török, ezután  horvátokkal telepítették be. Az Erdődyek uralma 1556-ig tartott, amikor a Zrínyiek zálogbirtoka lett. 1616-tól a monyorókeréki uradalomban újra az Erdődyek a birtokosok, akik a birtokot a 20. századig megtartották. Templomát 1752-ben barokk stílusban építették át, plébániáját 1804-ben alapították.

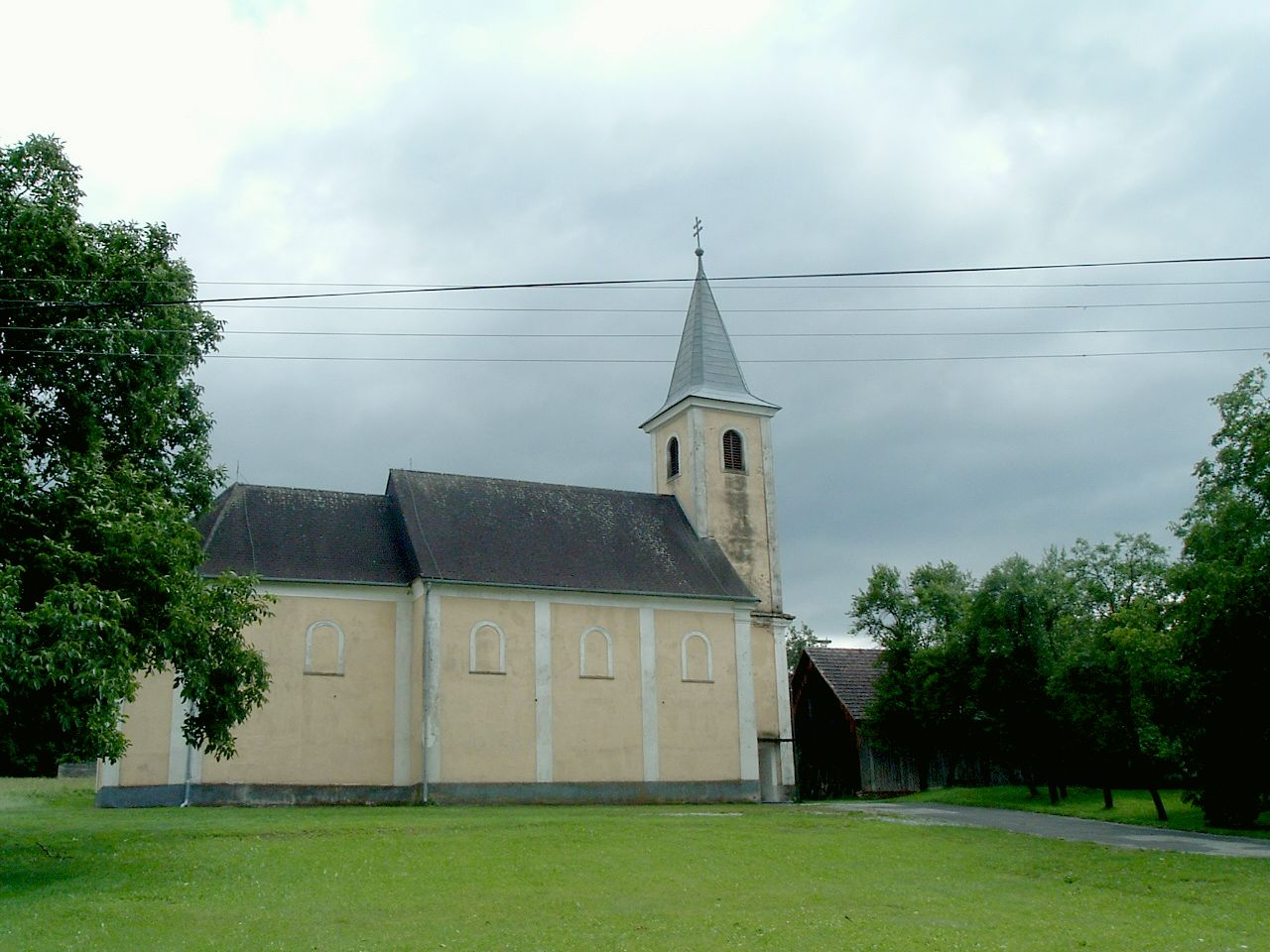
A Szent Katalin-templom

Vályi András szerint „SZENT KATALIN. Horvát falu Vas Várm. földes Ura Gr. Erdődy Uraság, lakosai katolikusok, fekszik Szent Péterfához közel, mellynek filiája; határja hegyes, de meglehetős.”
Fényes Elek szerint „Szent-Katalin, horvát falu, Vas vmegyében, 195 kath. lak., par. szentegyházzal. F. u. Erdődy. Ut. p. Szombathely.”
Vas vármegye monográfiája szerint „Szent-Katalin. Házszám 48, lélekszám 270. Lakosai horvát- és németajkúak, vallásuk r. kath. és ág. ev. Postája Pornó, távírója Szombathely.”
1920 előtt Vas vármegye Szombathelyi járásához tartozott.
1910-ben 282, többségben horvát lakosa volt, jelentős német kisebbséggel. 1921-ben Ausztria Burgenland tartományának része lett. 1971 óta Csejke, Németlövő, Abdalóc és Pokolfalu falvakkal együtt Németlövő-Csejke (Deutsch Schützen-Eisenberg) községet alkotja.

## Nevezetességei
- Alexandriai Szent Katalin tiszteletére szentelt római katolikus plébániatemploma a 15. században épült. 1752-ben barokk stílusban építették át.
- Szent Magdolna kápolnájának csodatevő forráskútja különösen a 17. században volt kedvelt zarándokhely.

## Külső hivatkozások
- Németlövő-Csejke hivatalos oldala
- Pósaszentkatalin a dél-burgenlandi települések honlapján
- Magyar katolikus lexikon